# John D. MacDonald
Pour les articles homonymes, voir John MacDonald et MacDonald.
Œuvres principales
- The Executioners (Cape Fear) (1958)
- Nightmare in Pink (1964)
- The Dreadful Lemon Sky (1974)

John Dann MacDonald (24 juillet 1916 à Sharon, Pennsylvanie - 28 décembre 1986) est un écrivain américain célèbre pour ses romans policiers et son détective Travis McGee. Il a également publié plusieurs romans de science-fiction.

## Biographie
John Dann MacDonald naît à Sharon, dans le Commonwealth de Pennsylvanie, où son père travaille pour la Savage Arms Company. Après le lycée, il s'inscrit à la Wharton School de l'université de Pennsylvanie qu'il abandonne en cours de deuxième année. Il effectue alors des petits boulots à New York avant d'être accepté à l'université de Syracuse. Il y suit des cours de direction d'entreprise et y rencontre Dorothy Prentiss, qu'il épouse en 1937. Diplômé l'année suivante, il obtient  ensuite un MBA à l'université Harvard en 1939.
En 1940, MacDonald entre dans l'Armée américaine et finit à l'OSS en Extrême-Orient pendant la Seconde Guerre mondiale. Il amorce sa carrière littéraire en 1945 quand il adresse une nouvelle à sa femme, qui la fait parvenir à un magazine.  Il devient un auteur prolifique et touche à plusieurs genres bien que l'essentiel de sa production soit consacré au roman noir et au thriller.
Dans les années 1960, il crée le personnage de Travis McGee, un aventurier séduisant et musclé qui revient dans une vingtaine de titres. À la fois détective, espion, cambrioleur et tombeur de femmes, ce personnage émet plus d'une critique à l'endroit de la société américaine contemporaine : corruption des politiciens, pollution industrielle, racisme endémique, omniprésence de la publicité. McGee est parfois secondé dans ses entreprises par son ami Meyer, un économiste à la retraite qui occupe ses temps libres de sa passion pour les échecs. 
Pour Stephen King, MacDonald est « le grand artiste de notre époque, un conteur fascinant ».
Dans le recueil de nouvelles Plus noir que noir (paru en 2025), Stephen King indique à la fin de la nouvelle Serpents à sonnette : "En pensant à John D MacDonald".

## Œuvre

### Romans

#### SérieTravis McGee
1. The Deep Blue Good-by (1964)
2. Nightmare in Pink (1964)
3. A Purple Place for Dying (1964) Publié en français sous le titre Deuil en violet, Paris, Presses de la Cité, coll. « Mystère » 3e série no 37, 1969 ; réédition, Paris, Librairie des Champs-Élysées, coll. « Pulp serie » no 14, 1999
4. The Quick Red Fox (1964)
5. A Deadly Shade of Gold (1965)
6. Bright Orange for the Shroud (1965)
7. Darker than Amber (1966) Publié en français sous le titre Le Temps des noyeurs, Paris, Gallimard, coll. « Série noire » no 1170, 1967
8. One Fearful Yellow Eye (1966) Publié en français sous le titre L'Œil jaune de la peur, Paris, Presses de la Cité, coll. « Mystère » 3e série no 27, 1969
9. Pale Gray for Guilt (1968)
10. The Girl in the Plain Brown Wrapper (1968) Publié en français sous le titre Deuil en marron, Paris, Presses de la Cité, coll. « Mystère » 3e série no 58, 1970 ; réédition, Paris, Presses de la Cité, coll. « Punch » 1re série no 136, 1972
11. The Long Lavender Look (1970) Publié en français sous le titre Micmac à Miami, Paris, Presses de la Cité, coll. « Mystère » 3e série no 155, 1971 ; réédition, Paris, Presses de la Cité, coll. « Punch » 1re série no 86, 1971 ; réédition, Paris, Presses de la Cité, coll. « Les Classiques du roman policier » no 30, 1983
12. A Tan and Sandy Silence (1971)
13. Dress Her in Indigo (1971)
14. The Scarlet Ruse (1973) Publié en français sous le titre Piège sans fond, Paris, Presses de la Cité, coll. « Punch » 2e série no 25, 1974 ; Paris, Presses de la Cité, coll. « Punch » 3e série, no 26, 1974
15. The Turquoise Lament (1973) Publié en français sous le titre Sois belle et tue-toi, Paris, Presses de la Cité, coll. « Punch » 2e série no 34, 1974 ; Paris, Presses de la Cité, coll. « Punch » 3e série, no 27, 1974
16. The Dreadful Lemon Sky (1974)
17. The Empty Copper Sea (1978)
18. The Green Ripper (1979)
19. Free Fall in Crimson (1981) Publié en français sous le titre Chauds les ballons !, Paris, Gallimard, coll. « Série noire » no 1898, 1982
20. Cinnamon Skin (1982) Publié en français sous le titre La mariée est trop morte, Paris, Gallimard, coll. « Série noire » no 1904, 1983
21. The Lonely Silver Rain (1984)

#### Autres romans
- 1950 : The Brass Cupcake Publié en français sous le titre La Foire d'empoigne, Paris, Gallimard, coll. « Série noire » no 97, 1951 ; réédition, Paris, Gallimard, coll. « La Poche noire » no 131, 1970 ; réédition, Paris, Gallimard, coll. « Carré noir » no 147, 1973
- 1951 : Murder for the Bride Publié en français sous le titre Meurtre pour la mariée, Paris, Presses de la Cité, coll. « Un mystère » no 249, 1956
- 1951 : Judge Me Not Publié en français sous le titre Dans les plumes, Paris, Gallimard, coll. « Série noire » no 146, 1952 ; réédition, Paris, Gallimard, coll. « La Poche noire » no 168, 1971 ; réédition, Paris, Gallimard, coll. « Carré noir » no 381, 1981
- 1951 : Weep for Me
- 1952 : The Damned
- 1952 : Ballroom of the Skies
- 1953 : Cancel All Our Vows
- 1953 : The Neon Jungle
- 1953 : Dead Low Tide Publié en français sous le titre Marée fraîche, Paris, Presses de la Cité, coll. « Un mystère » no 241, 1955 (signé par erreur J.R. MacDonald) ; réédition sous le titre Marée basse dans Polars, les années cinquante, vol. 4, Paris, Omnibus, 1998
- 1954 : Area of Suspicion
- 1954 : Contrary Pleasure
- 1954 : All These Condemned
- 1954 : You Live Once Publié en français sous le titre Échec aux dames, Paris, Presses de la Cité, coll. « Un mystère » no 323, 1957 ; réédition, Paris, Presses de la Cité, coll. « Les Classiques du roman policier » no 15, 1980 Publié en français dans une autre traduction sous le titre L'Encadré, Paris, Gallimard, coll. « Série noire » no 1364, 1970
- 1955 : April Evil Publié en français sous le titre Une part du gâteau, Paris, Presses de la Cité, coll. « Un mystère » no 312, 1956
- 1955 : Cry Hard, Cry Fast
- 1956 : Border Town Girl
- 1956 : Murder in the Wind
- 1957 : A Man of Affairs
- 1957 : The Price of Murder Publié en français sous le titre Le crime présente la note, Paris, Gallimard, coll. « Série noire » no 1526, 1972
- 1957 : Death Trap Publié en français sous le titre Midi sonné, Paris, Gallimard, coll. « Série noire » no 395, 1957
- 1957 : The Empty Trap Publié en français sous le titre Vendetta Palace, Paris, Gallimard, coll. « Série noire » no 478, 1959 ; réédition, Paris, Gallimard, coll. « Carré noir » no 525, 1984
- 1958 : A Bullet for Cinderella Publié en français sous le titre Une valda pour Cendrillon, Paris, Gallimard, coll. « Série noire » no 488, 1959 ; réédition, Paris, Gallimard, coll. « Carré noir » no 530, 1984
- 1958 : The Executioners ou Cape Fear Publié en français sous le titre Un monstre à abattre, Paris, Presses de la Cité, coll. « Haute Tension », no 4, 1963 ; réédition sous le titre Les Nerfs à vif (Cape Fear), Paris, Presses Pocket no 3978, 1992
- 1958 : Soft Touch Publié en français sous le titre Bonne Pâte, Paris, Gallimard, coll. « Série noire » no 1352, 1970 ; réédition, Paris, Gallimard, coll. « Carré noir » no 557, 1985
- 1958 : Clemmie
- 1958 : The Deceivers
- 1958 : Deadly Welcome
- 1959 : The Beach Girls
- 1959 : Please Write for Details
- 1959 : The Crossroads
- 1960 : Slam the Big Door
- 1960 : The End of the Night Publié en français sous le titre Les Énergumènes, Paris, Gallimard, coll. « Série noire » no 698, 1962 ; réédition, Paris, Gallimard, coll. « La Poche noire » no 99, 1969 ; réédition, Paris, Gallimard, coll. « Carré noir » no 344, 1980
- 1960 : The Only Girl in the Game
- 1961 : Where is Janice Gantry? Publié en français sous le titre Janice ne répond plus, Paris, Gallimard, coll. « Série noire » no 1337, 1970
- 1961 : One Monday We Killed Them All
- 1962 : A Flash of Green
- 1962 : A Key to the Suite Publié en français sous le titre La Tête sur le billot, Paris, Gallimard, coll. « Série noire » no 800, 1963 ; réédition, Paris, Gallimard, coll. « Carré noir » no 547, 1985
- 1963 : The Girl, The Gold Watch and Everything Publié en français sous le titre Strip-tilt, Paris, Gallimard, coll. « Série noire » no 833, 1964 ; réédition, Paris, Gallimard, coll. « Carré noir » no 534, 1985 ; réédition, Paris, Gallimard, coll. « Folio » no 1980, 1988 ; réédition, Paris, Gallimard, coll. « Folio policier » no 266, 2002
- 1963 : The Drowner Publié en français sous le titre Le Bouillon rédempteur, Paris, Gallimard, coll. « Série noire » no 855, 1964
- 1963 : I Could Go On Singing
- 1963 : On The Run Publié en français sous le titre La Tête promise, Paris, Gallimard, coll. « Série noire » no 879, 1964
- 1966 : The Last One Left Publié en français sous le titre Maîtresse à bord, Paris, Gallimard, coll. « Série noire » no 1190, 1968 ; réédition, Paris, Gallimard, coll. « Carré noir » no 552, 1985
- 1968 : No Deadly Drug
- 1977 : Condominium
- 1984 : One More Sunday
- 1987 : Barrier Island Publié en français sous le titre Le Combat pour l'île, Paris, Rivages & Payot, coll. « Rivages/Noir » no 51, 1988

### Nouvelles

#### Recueils de nouvelles
- End of the Tiger and Other Stories (1966)
- S*E*V*E*N (1971)
- The Good Old Stuff (1982) Publié en français sous le titre Réponse mortelle, Paris, Rivages & Payot, coll. « Rivages/Noir » no 21, 1987
- The Good Old Stuff, 2 (1982) Publié en français sous le titre Un temps pour mourir, Paris, Rivages & Payot, coll. « Rivages/Noir » no 29, 1987
- More Good Old Stuff (1983) Publié en français sous le titre Un cadavre dans ses rêves, Paris, Rivages & Payot, coll. « Rivages/Noir » no 45, 1988
- More Good Old Stuff, 2 (1983) Publié en français sous le titre L'Héritage de la haine, Paris, Rivages & Payot, coll. « Rivages/Noir » no 74, 1989

#### Nouvelle isolée
- A Child is Crying (1948) Publié en français sous le titre Un enfant pleure dans Histoires parapsychiques de La Grande Anthologie de la science-fiction, Paris, LGF, coll. « Le Livre de poche » no 3775, 1983

### Textes de science-fiction
- The First One (1950)
- Wine of the Dreamers (1950) Publié en français sous le titre Le Vin des rêveurs, Paris, Opta, coll. « CLA » no 57, 1975 ; réédition, Paris, LGF, coll. « Le Livre de poche » no 7065, 1981
- Half past Eternity (1950) , en collaboration avec Damon Knight Publié en français sous le titre Éternité et demi, Paris, Denoël, coll. « Étoile Double » no 2, 1984
- Ballroom of the Skies (1951), court roman Publié en français sous le titre Le Bal du cosmos, Paris, Opta, coll. « CLA » no 57, 1975 ; réédition, Paris, J'ai lu no 1162, 1981
- Other Times, Other Worlds (1978), recueil de nouvelles

## Filmographie

### Au cinéma
- 1962 : Les Nerfs à vif (Cape Fear) de J. Lee Thompson avec Gregory Peck et Robert Mitchum
- 1968 : Kona Coast de Lamont Johnson
- 1970 : La Loi du talion (Darker Than Amber) de Robert Clouse
- 1991 : Cape Fear, (Les Nerfs à vif) de Martin Scorsese avec Robert De Niro
- 1993 : Linda de Nathaniel Gutman

### À la télévision
- 1950 : Lights Out (série télévisée)|Lights Out (série télévisée) saison 2 épisode 41 "A Child Is Crying"
- 1951 : Out There, (série télévisée) saison 1 épisode 5 "Susceptibility"
- 1952 : Tales of Tomorrow (série télévisée) saison 1 épisode 31 "A Child Is Crying"
- 1962 : Suspicion (The Alfred Hitchcock Hour ): "Hangover", saison 1, épisode 12, diffusé le 6 décembre 1962. (Épisode diffusé en France en 1965.)
- 1971 : Linda (tv) de Jack Smight
- 1980 : Condominium de Sidney Hayers
- 1981 : The Girl, the Gold Watch & Dynamite de Hy Averback
- 1983 : Travis McGee, téléfilm d'Andrew V. McLaglen
- 1984 : A Flash of Green de Victor Nunez
- 1985 : Tales from the Darkside (série télévisée) saison 2 épisode 3 "Ring Around the Redhead"

## Prix et distinctions

### Prix
- 1964 : Grand prix de littérature policière pour La Tête sur le billot[2]
- 1972 : Grand Master Award[3]
- 1980 : National Book Award (Mystery) pour The Green Ripper[4]

### Nominations
- Gold Dagger Award 1964 pour The Drowner[5]
- Gold Dagger Award 1968 pour The Last One Left[5]
- Prix Anthony 1986 du meilleur roman pour The Lonely Silver Rain[6]